# Ramsan Achmatowitsch Kadyrow

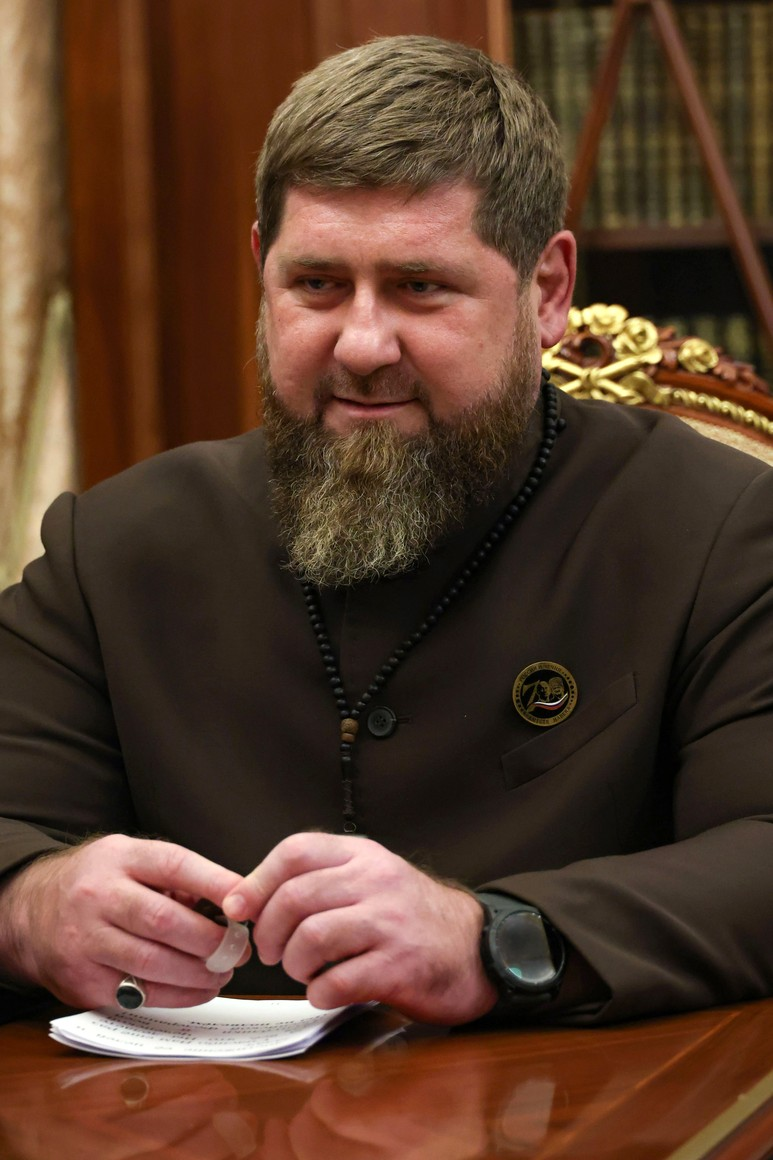
Kadyrow (2023)

Ramsan Achmatowitsch Kadyrow (russisch Рамзан Ахматович Кадыров, tschetschenisch Къадар Ахьмат-кӀант Рамзан; * 5. Oktober 1976 in Zentoroi, Tschetscheno-Inguschische ASSR) ist ein russischer Politiker (Einiges Russland), der der tschetschenischen Bevölkerungsgruppe in Russland angehört. Er ist seit Mai 2007 Präsident (seit 2. September 2010 „Oberhaupt“) der russischen Teilrepublik Tschetschenien.
Seine diktatorische Amtsführung ist geprägt von schweren Menschenrechtsverletzungen wie außergerichtlichen Tötungen und Folter seiner Gegner oder tschetschenischer Homosexueller, Korruption und einem ausufernden Personenkult, was von der russischen Regierung geduldet wird. Seit Oktober 2022 ist er zudem Generaloberst der russischen Streitkräfte. Er befehligt mit den Kadyrowzy und der darin eingegliederten Achmat nach ihm und seinem Vater benannte bewaffnete Einheiten. Erstere wurde als vormalige Privatarmee von Kadyrow in die russische Nationalgarde integriert, letztere arbeitet als Privatarmee vertraglich mit dem russischen Verteidigungsministerium zusammen.

## Leben und Politik

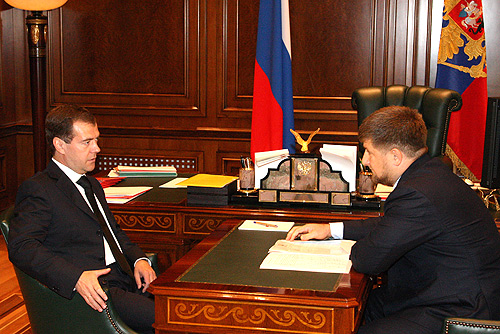
Kadyrow (rechts) und der russische Präsident Dmitri Medwedew (2008)

Kadyrows Vater war der frühere tschetschenische Präsident Achmat Kadyrow, der im Mai 2004 von Gegnern bei einem Anschlag getötet wurde. Seine Mutter ist Aimani Kadyrowa, geborene Baisultanowa. Ramsan Kadyrow erhielt im Dezember 2004 per Erlass des russischen Präsidenten Wladimir Putin den Orden Held der Russischen Föderation. Kadyrow war ab März 2006 Premierminister der russischen Kaukasus-Republik Tschetschenien. Die Handlungen von Kadyrow während des Tschetschenienkriegs werden von der Menschenrechtsorganisation Gesellschaft für bedrohte Völker als Kriegsverbrechen eingeordnet.
Am 2. März 2007 wählte ihn das tschetschenische Parlament auf Putins Vorschlag zum Präsidenten des Landes, nachdem er das 30. Lebensjahr vollendet hatte, das Mindestalter für die Wahl des tschetschenischen Oberhaupts. Am 5. April 2007 wurde Kadyrow in Gudermes in sein Amt eingeführt. In einer seiner ersten Amtshandlungen versprach er den Wiederaufbau des vom Krieg zerstörten Landes, weitreichende wirtschaftliche Hilfen sowie eine umfassende Terrorismusbekämpfung. Mit massiver finanzieller Hilfe aus Moskau und damals steigenden Erlösen aus Ölexporten wollte er seine Reformpläne umsetzen.
Im März 2015 erhielt Kadyrow den russischen Orden der Ehre. Dies wurde im Westen teilweise als Geste der Versöhnung mit Moskau gedeutet, nachdem eine staatliche Untersuchung die Ermordung des russischen Oppositionspolitikers Boris Nemzow mit Tschetschenien in Verbindung gebracht hatte.
Kadyrow erhält umfangreiche Unterstützung durch die russische Staatsregierung und Regierungspartei. Unterstützer waren zum Beispiel Wiktor Solotow, einer der engsten Vertrauten Putins, und Wladislaw Surkow, der zwischen 1999 und 2011 für die russische Innenpolitik verantwortlich war. Die Menschenrechtlerin Swetlana Gannuschkina sagte 2013 zum Hintergrund: „Moskau interessiert nur, dass Kadyrow weiter beteuert, Tschetschenien bleibe Teil der Russischen Föderation.“
Kadyrow bezeichnet sich als Muslim und als Anhänger eines sunnitischen Sufismus. Laut einer Zusammenstellung von Fakten durch Ilja Jaschin verkündete Kadyrow im Jahr 2010, dass die Scharia über Russlands Gesetzen stehe und dass die Feinde des Islams beseitigt werden sollten. Kadyrow behauptete, Ende 2010 hätten die Republikführung und die Geistlichen einen Sieg gegen den Wahhabismus in Tschetschenien errungen. Die Wahhabiten seien Feinde des Islam und würden den Weg in die Hölle gehen. „Die Jugendlichen haben das wahre Gesicht dieser radikal-islamischen Bewegung erkannt und wollen jetzt nicht mehr in die Reihen der Extremisten getrieben werden“, sagte Kadyrow.
Im September 2021 wurde Kadyrow bei den Parlamentswahlen nach offiziellen Ergebnissen mit 99,6 Prozent der abgegebenen Stimmen wiedergewählt. Bei der unabhängigen Wählerinitiative Golos, der bedeutendsten Wahlbeobachter-NGO in Russland, gingen zu jener Parlamentswahl mehr als 4000 Beschwerden wegen Verletzungen des Wahlrechts bei der Stimmabgabe ein.
Im Februar 2022, nach dem Beginn des russischen Überfalls auf die Ukraine, schickte Kadyrow einen Teil seiner Nationalgarde mit dem Auftrag in die Ukraine, den ukrainischen Präsidenten Wolodymyr Selenskyj zu töten. Diese Einheit ist laut Oleksij Danilow von ukrainischen Sicherheitskräften eliminiert worden. Am 14. März veröffentlichte Kadyrow auf Telegram ein Video, in dem er behauptete, selbst in die Ukraine gezogen zu sein, um die ukrainische Regierung zu stürzen. Das Video wurde angeblich in Hostomel nahe Kiew aufgenommen, was nicht unabhängig verifizierbar ist. Die ukrainische Zeitung  Ukrajinska Prawda veröffentlichte einen Bericht, wonach es zwei ihrer Journalisten gelungen war, Kadyrows Mobiltelefon für den fraglichen Zeitraum in Grosny zu orten. Diese Angabe macht fraglich, ob Kadyrow sich tatsächlich in der Ukraine aufgehalten hat. Später im Krieg wurde geäußert, Kadyrow versuche, die Verluste unter seinen Soldaten möglichst gering zu halten; auch dass er von Moskau Flugabwehrwaffen forderte, deutet unter anderem laut Timothy Snyder eher auf eine Verselbständigung der Pläne Kadyrows für einen zukünftigen Krieg in der Russischen Föderation hin als auf eine wirkliche militärische Bedrohung.
Anfang September 2022 erklärte Kadyrow, dass er eine unbestimmt lange Pause von seinem Posten einlegen werde. Wenige Tage später widerrief er die Aussage und erklärte, dass er kein Recht habe, „einfach wegzugehen“ oder „einen unbefristeten Urlaub“ einzulegen. Er könne erst gehen, wenn er „das Volk und den Präsidenten Russlands gefragt habe“. Nach der Mobilmachung Russlands im September 2022 behauptete Kadyrow, dass sich Tschetschenien nicht daran beteiligen werde, da die Republik ihr Soll bereits übererfüllt habe. Tatsächlich wurden im Zuge der Mobilmachung auch aus Tschetschenien und Dagestan ehemalige Soldaten eingezogen. Kadyrow war von einem tschetschenischen Mufti kritisiert worden, junge Männer in den Krieg zu schicken, aber selbst nicht vollumfänglich daran teilzunehmen. Am 3. Oktober 2022 erklärte Kadyrow, dass seine drei minderjährigen Söhne im Alter von 14, 15 und 16 Jahren an die Front in der Ukraine reisen würden, um dort mit den russischen Truppen zu kämpfen. Zwei Tage später wurde Kadyrow auf Weisung von Putin zum Generaloberst im russischen Militär befördert. Der Rang eines Generaloberst ist der dritthöchste Rang in der russischen Armee, nach dem Marschall und dem Armeegeneral. Da es in der russischen Armee jedoch derzeit keine Marschälle gibt, wurde Kadyrow de facto der zweithöchste Rang zuerkannt. Die unabhängige russische Medienplattform Meduza, die aus Riga berichtet, sieht seine Position damit deutlich gestärkt; es sei für Kadyrow eine Chance, weit über die Grenzen Tschetscheniens hinaus in Russland an Einfluss zu gewinnen.
Im Februar 2023 wurde medial thematisiert, dass Kadyrow die Gruppe Wagner lobte und angeblich eine eigene Söldnertruppe plante. Dem vorausgehend war Ende Dezember 2022 bekannt geworden, dass Verteidigungsminister Sergei Schoigu, neben Jewgeni Prigoschins Gruppe Wagner, eine eigene Söldnergruppe besitzt, die auch im Krieg gegen die Ukraine eingesetzt wird. Zeitgleich zum Bekanntwerden der Pläne Kadyrows gab es am 21. Februar 2023 Medienberichte darüber, dass Wagner-Chef Prigoschin Schoigu Verrat vorwarf, da seine Söldner Russland um Munition im Ukraine-Krieg hätten anbetteln müssen und keine Luftunterstützung erhalten hätten.
Als Reaktion auf den Aufstand der Gruppe Wagner in Russland (2023) sicherte er Putin seine Unterstützung zu und versprach, Truppen zu senden.
In den letzten Jahren war Kadyrow mehrfach bei wichtigen Terminen abwesend und wurde vertreten und verschwand über Wochen aus der Öffentlichkeit, was als „leichte Grippe“ oder COVID-19-Erkrankung dargestellt wurde, verbunden mit üblicher Huldigung seiner sportlichen Gesundheit. Am 22. April 2024 berichtete die Novaya Gazeta Europe unter Berufung auf geschützte Quellen aus dem russischen Gesundheitswesen und der tschetschenischen Präsidialverwaltung, dass bei Kadyrow schon im Januar 2019 chronische nekrotische Pankreatitis (Entzündung und Zersetzung der Bauchspeicheldrüse) diagnostiziert wurde, anfangs mit Gewichtsverlust, später mit Wasserbauch sowie mit Wasserlunge als Folge des Missbrauchs des Beruhigungsmittels Dormicum. Im September 2023 sei er im Moskauer Zentralklinikum zur Verbesserung der Atmung in künstliches Koma versetzt worden. Es bestünde keine Chance auf Genesung und die russische Zentralregierung sehe sich nach einem Nachfolger um.

## Personenkult und Propaganda
Nach dem Tod seines Vaters avancierte Ramsan Kadyrow zur wichtigsten Figur in der tschetschenischen Politik. Kadyrow wurde zunächst Vize-Ministerpräsident und war in dieser Funktion für Sicherheitsfragen zuständig. Der Aufstieg zum Regierungschef folgte im März 2006. Seitdem erlebte Tschetschenien einen wachsenden Personenkult um Kadyrow; so steht z. B.: „Ramsan, wir sind stolz auf dich“ unter großflächigen Porträts, die über den Straßen Tschetscheniens angebracht sind. Am 2. September 2010 ließ er vom tschetschenischen Parlament seine Bezeichnung von „Präsident“ in „Oberhaupt“ ändern. Nach Aussage Kadyrows stehe nur einer Person in der Russischen Föderation die Bezeichnung „Präsident“ zu, nämlich dem Staatschef. Im Parlament diskutiert wurden jedoch auch Vorschläge, Kadyrow den Titel „Imam“ oder „Vater des Volkes“ zu verleihen.
Im Jahr 2015 schien nicht mehr klar, ob Kadyrow eine Garantie oder mehr eine Gefahr für die Sicherheit der Region darstellte. Kadyrow regierte immer selbstherrlicher und für den Kreml schwerer kontrollierbar. Seine Loyalitätsbekundungen können auch als Machtdemonstration gesehen werden; im Dezember 2014 erklärte er vor 20.000 bewaffneten Männern im Stadion von Grosny: „Wir sind die Infanterietruppen Putins.“ Es gebe Aufgaben, die keine Luftwaffe, keine Marine, keine Armee und keine Nuklearwaffen bewältigen könnten, sondern nur Freiwillige.
Während seine Kadyrowzy-Truppen in der Ukraine kämpften, postete Kadyrow ein Video auf TikTok, mit der Angabe, dass er sich in der Ukraine befinde. Die Propaganda-Aufnahme, die ihn beim Beten an einer Tankstelle zeigte, stammte jedoch aus Russland, da der Tankstellenbetreiber nur in Russland existiert. Kadyrow wurde im Netz daraufhin als „TikTok Warrior“ (übersetzt: Tik-Tok-Krieger) verspottet.

## Menschenrechtsverletzungen
Ramsan Kadyrow untersteht persönlich mit der Kadyrowzy eine eigene paramilitärische Einheit, die nicht dem russischen Innenministerium unterstellt ist und deshalb an keine Rechtsnormen gebunden ist. Dieser Einheit werden seitens Menschenrechtsorganisationen Menschenrechtsverletzungen wie Entführung, Folter und Mord vorgeworfen. Laut einem Bericht der Nowaja gaseta, welche sich auf die Aussagen eines ehemaligen Offiziers jener Einheit stützt, treffen die Vorwürfe zu.
In der Arte-Dokumentation Tschetschenien – Vergessen auf Befehl von Manon Loizeau werden dem Präsidenten Kadyrow schwerste Menschenrechtsverletzungen vorgeworfen: Dissidenten seien die Zehen ausgerissen worden, ganze Familien würden verschwinden, Oppositionelle würden von einer kriminellen, von Kadyrow gesteuerten Justiz gegen jede Faktizität verurteilt. Oppositionelle, die auf einer Konferenz an die von Stalin veranlasste genozidähnliche Deportation der gesamten tschetschenischen Bevölkerung mit Hunderttausenden Todesopfern erinnert haben, wurden laut dieser Dokumentation verhaftet und mit konstruierten Drogendeliktvorwürfen zu mehrjährigen Haftstrafen verurteilt, nachdem sie durch Folter mit Todesdrohung und Elektroschocks zu fabrizierten Geständnissen gezwungen worden waren.
Während Homosexuelle in Tschetschenien verfolgt und in für sie vorgesehene Gefängnisse gesperrt und dort gefoltert werden, erklärte Kadyrow gegenüber einem Interviewer: „Wir haben hier solche Leute nicht. Wir haben keine Schwulen. Falls es welche gibt, nehmt sie mit nach Kanada.“
Im September 2023 veröffentlichte Kadyrow auf Telegram ein Video seines 15-jährigen Sohnes Adam, in dem dieser offenbar den im Fall einer Koranverbrennung angeklagten Nikita Schurawel zusammenschlägt. „Ich mag keine Untertreibung. Es ist immer besser, den letzten Punkt zu setzen – wahrheitsgemäß und ehrlich. Im Netz herrscht immer noch Uneinigkeit über die Tatsache, dass Adam Kadyrow den Koranverbrenner Nikita Schurawel [...] geschlagen hat“, kommentierte Kadyrow den Clip. Er verglich Menschen, die gegen die Heilige Schrift der Muslime verstoßen, mit Abschaum, der nicht wolle, dass alle Menschen in Russland in Frieden und Verständnis zusammenlebten. „Solche Provokateure und Verräter sind ein Tumor im Körper, den man ausbrennen muss“, sagte Kadyrow – und fügte hinzu, er sei stolz auf die Tat seines Sohnes.

## Morde an Kritikern
Umar Israilow, ein 2004 nach Österreich geflohener Tschetschene, der gegen die Russen gekämpft hatte und anschließend in Kadyrows Leibgarde diente, wollte sein Wissen über Kadyrows Regime der Öffentlichkeit mitteilen und hatte dazu eine Klage beim Europäischen Gerichtshof für Menschenrechte eingereicht. Der Klage legte er Zeugenprotokolle, Expertengutachten, Skizzen von Folterkellern und Fotos misshandelter Tschetschenen bei. Nach Angaben eines angeblichen Agenten Kadyrows stand Israilow deshalb auf einer Liste mit 500 Personen, die im Auftrag von Kadyrow ermordet werden sollten. Im Januar 2009 wurde Israilow in Wien auf offener Straße getötet. Kadyrow hat stets bestritten, an dem Mord beteiligt gewesen zu sein. Die Existenz einer Todesliste hat er mehrfach öffentlich verneint – oder sie gar für „Schwachsinn“ erklärt.
Im März 2009 wurde Sulim Jamadajew, ein ehemaliger tschetschenischer General und einer der größten Kontrahenten Kadyrows, auf einem Parkplatz eines wohlhabenden Stadtbezirks von Dubai erschossen. Seit 2002 war er Befehlshaber eines der berüchtigtsten Kampfverbände in Tschetschenien namens „Wostok“ („Osten“). Auf einer Versammlung im März 2008 warf Kadyrow der Einheit und ihrem Anführer Jamadajew die massenhafte Ermordung von Zivilisten vor. Kurze Zeit später setzte sich Jamadajew in die Vereinigten Arabischen Emirate ab und lebte dort einige Zeit unter einem falschen Namen. Sein Tod wurde erst im Juli 2010 von russischen Offiziellen bestätigt.
Kadyrow wird von russischen Menschenrechtsorganisationen mit dem im Juli 2009 stattgefundenen Mord an der Menschenrechtsaktivistin Natalja Estemirowa in Verbindung gebracht. Vor ihrem Tod soll sie von staatlichen Stellen – auch von Kadyrow persönlich – bedroht worden sein. Kadyrow hatte Estemirowa mehrfach kritisiert.
Auch in Frankreich und Schweden kam es zu Morden an Kritikern und Kontrahenten von Kadyrow. Im Jahr 2020 gab es in mehreren EU-Ländern laut einem Bericht des deutschen BKA weitere Verfolgungen des Kadyrow-Regimes gegen Oppositionelle, darunter einen Mordversuch in Österreich.
In Deutschland wurde im Jahr 2021 ein Attentat auf einen Exil-Oppositionellen vereitelt, weshalb der Generalbundesanwalt wegen „Vorbereitung einer schweren staatsgefährdenden Gewalttat“, die laut Erkenntnissen der Bundesanwaltschaft im Auftrag staatlicher Stellen der russischen Teilrepublik Tschetschenien erfolgte (und damit per Definition Staatsterrorismus wäre), zu ermitteln begann. In Deutschland unterhält Kadyrow mindestens einen inoffiziellen und bewaffneten Vertreter, der unter falschen Angaben Asyl beantragte und später die deutsche Staatsbürgerschaft erhielt. Ein Deutschland-Besuch des Leiters der tschetschenischen SOBR-Einheit Terek, die von der EU der Folter und unrechtmäßiger Hinrichtungen bezichtigt wird, konnte ebenfalls dokumentiert werden. Im März 2022 erhob der Generalbundesanwalt Anklage gegen einen Cousin von Kadyrow, der sich laut Anklage bereit erklärt haben soll, einen Mord in Deutschland zu begehen.

## Korruption
In einer Dokumentation von Ilja Jaschin wird Kadyrow Korruption vorgeworfen. Obwohl er laut eigener Steuererklärung 60.000 Euro pro Jahr verdiene, führe Kadyrow einen luxuriösen Lebensstil mit Sammlung von teuren Uhren und Autos, einer Residenz sowie 102 Pferden. In derselben Dokumentation erhebt Jaschin den Vorwurf der Gefährdung der nationalen Sicherheit Russlands durch Kadyrow, der eine islamistische Despotie aufbaue.
Im Zentrum einer nepotistischen Parallelwirtschaft steht die 2004 gegründete Achmat-Kadyrow-Stiftung, die von Kadyrows Mutter geleitet wird. Staatliche Angestellte und Beamte zahlen mindestens zehn Prozent ihrer Einkünfte ein, Unternehmer bis zu 50 Prozent. Im Monat summieren sich diese Zuflüsse auf schätzungsweise 55 Millionen Dollar (Stand 2015). Abgaben zu leisten haben auch außerhalb des Staatsgebiets lebende Tschetschenen. Zu dem Firmengeflecht der Stiftung gehören unter anderem Immobilienfirmen, Sportveranstalter und eines der wenigen alkoholausschankberechtigten Unternehmen des Landes. Mit dem Stiftungsvermögen wird frei verfügt, so werden einerseits öffentlichkeitswirksam wohltätige Großveranstaltungen finanziert, andererseits beispielsweise 16 Motorräder an den russischen Rockerclub Nachtwölfe gespendet. Obwohl die Stiftung zu den reichsten Russlands gehört (2019: 90 Millionen Euro), wurde jahrzehntelang kein gesetzlich vorgeschriebener Rechenschaftsbericht veröffentlicht.

## Kriminalität
Am 4. Dezember 2014 berichteten russische Medien von einer „Anti-Terroroperation gegen islamistische Rebellen“ in Grosny, die Kadyrow persönlich geleitet habe. Die Angreifer hatten mit drei Fahrzeugen einen Polizeiposten überfallen und dabei mehrere Polizisten getötet. Danach hatten sie sich in einem Verlagshaus im Zentrum der tschetschenischen Hauptstadt verschanzt. Zusammen mit dem anschließenden Gefecht wurden insgesamt zehn Polizisten und neun Angreifer getötet. Im Mai 2015 wohnte Kadyrow einer Hochzeit bei, bei der der Polizeichef Naschud Gutschigow seine zweite Frau heiratete, die zu diesem Zeitpunkt nur 17 Jahre alt war. Die Hochzeit konnte erst nach seinem Fürsprechen stattfinden, da es sonst in Tschetschenien illegal ist, Minderjährige zu heiraten. Beobachter gehen von einer Zwangsheirat aus. In Russland zeigte sich aufgrund der Berichte öffentliche Empörung über Kadyrow. Laut dem Schweizer Tages-Anzeiger befürwortet Kadyrow unter Umständen die Tötung junger Frauen.
Im Juni 2020 lieferten sich in Dijon bis zu 200 bewaffnete Tschetschenen aus Frankreich und Nachbarländern tagelang Straßenschlachten mit nordafrikanischen Gangmitgliedern. Auch vollautomatische Schusswaffen wurden verwendet. Der Anlass war, dass ein Jugendlicher tschetschenischer Abstammung von lokalen Drogendealern algerischer Abstammung verprügelt worden war. Kadyrow verteidigte das Vorgehen der bewaffneten Tschetschenen. Sie hätten nur eingegriffen, weil die Polizei nicht in der Lage gewesen sei, für Ordnung zu sorgen.

## Sanktionen gegen Kadyrow
Am 25. Juli 2014 wurde Kadyrow im Zusammenhang mit der russischen Annexion der Krim auf die Sanktionsliste der Europäischen Union gesetzt.
Im Dezember 2017 setzte das US-Finanzministerium Kadyrow auf die sogenannte Magnitski-Liste, ein 2012 beschlossenes Gesetz, welches ein Einreiseverbot für die USA und Einfrieren von sämtlichen Vermögenswerten für Personen vorsieht, denen die US-Regierung vorwirft, für Menschenrechtsverletzungen verantwortlich zu sein. Amerikanischen Unternehmen und Bürgern ist in diesem Zusammenhang untersagt, etwaige Geschäfte mit dem tschetschenischen Präsidenten abzuwickeln. Kadyrow weist seinerseits alle Anschuldigungen zurück. Im Juli 2020 wurde die Einreisesperre gegen Kadyrow aktiviert.

## Privatleben

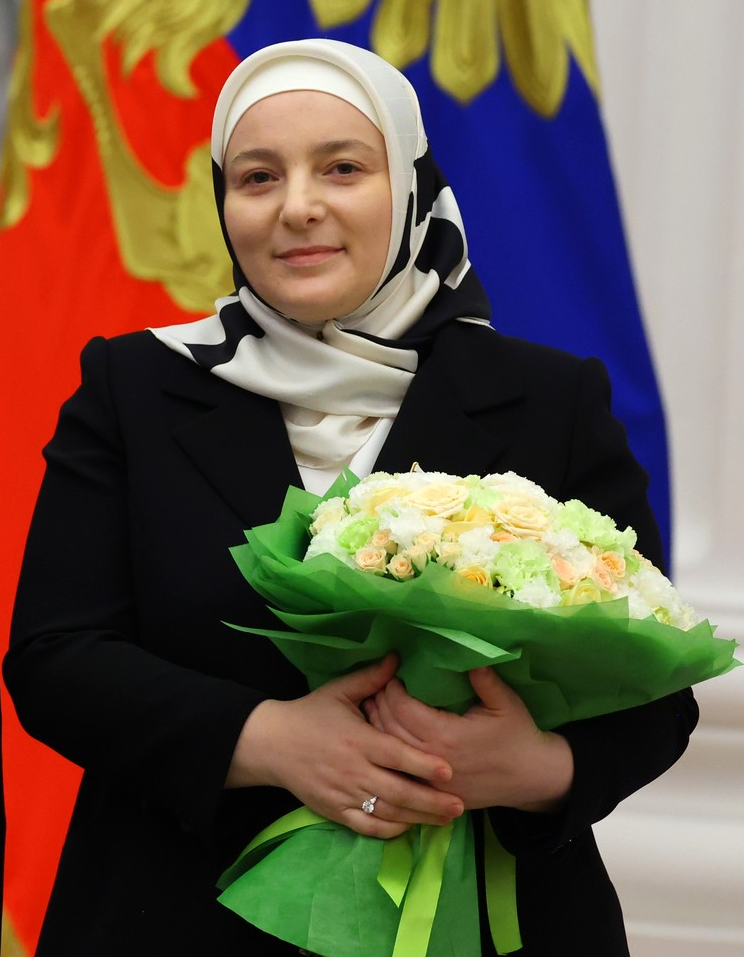
Medni Kadyrowa (2023)

Kadyrow ist mit Medni Kadyrowa verheiratet, hat zwölf Kinder sowie – entgegen dem russischen Recht –  mit Fatimá Chasujewa eine Nebenfrau. Er hatte sie im Jahr 2006 kennengelernt, als sie im Alter von 15 Jahren an einem Schönheitswettbewerb teilnahm. Sie besitzt (Stand Mai 2021) Immobilien im Wert von umgerechnet vier Millionen Euro. Damit besitzen seine zwei Frauen Immobilien im Wert von mindestens acht Millionen US-Dollar – was mehr als die doppelte Summe dessen ist, was Kadyrow zwischen 2008 und 2021 offiziell an Gehalt erhielt.
Zu seinem 35. Geburtstag im Oktober 2011 veranstaltete Kadyrow eine Feier, die vom russischen Konzern AFK Sistema organisiert wurde. Hierbei traten unter anderem der Sänger Seal, die Violinistin Vanessa-Mae, die Schauspieler Kevin Costner, Jean-Claude Van Damme und Hilary Swank, die Tanztheatergruppe La Fura dels Baus sowie Mitglieder des Deutschen Fernsehballetts auf.
Am Vorabend seines 40. Geburtstags fand ein MMA-Turnier in Grosny statt. Danach informierte Kadyrow auf Instagram über die Erfolge seiner Söhne. Der zehnjährige Achmat, der neunjährige Eli und der achtjährige Adam gewannen alle Kämpfe gegen Gleichaltrige. Dies führte zu Kritik, da es selbst im „Kampf ohne Regeln“ einige Regeln gebe, so der Vorsitzende des russischen MMA-Verbandes Fjodor Jemeljanenko. Sportler unter 21 Jahren müssten bei Wettkämpfen Helme und Schutzkleidung tragen, „ganz zu schweigen davon, dass Kinder unter zwölf Jahren nicht einmal als Zuschauer zugelassen sind. Aber hier schlagen sich Achtjährige vor begeisterten Erwachsenen.“ Anfang Oktober 2022 kündigte Kadyrow an, seine drei minderjährigen Söhne Achmat (16), Eli (15) und Adam (14) als Kämpfer in den Krieg gegen die Ukraine schicken zu wollen. Sie seien von Jugend an im Kampf geschult und die Ankündigung sei ernsthaft gemeint und kein Witz. Als Vater unterstütze er den Wunsch der Jungen, für Russland zu kämpfen, und betrachtete den Kriegseinsatz als Gelegenheit für die Kinder, sich zu beweisen.

## Sonstiges
Im März 2011 wurde in Grosny ein Fußballspiel veranstaltet, bei dem eine tschetschenische Auswahl gegen eine brasilianische Weltmeistermannschaft antrat. Im tschetschenischen Team spielten neben Ramsan Kadyrow (als Kapitän) auch Lothar Matthäus und Spieler des Vereins FK Achmat Grosny; für die brasilianische Mannschaft ließen sich ehemalige Weltmeister wie Dunga, Bebeto, Romário, Cafu und Denílson sowie der langjährige Bundesligaspieler Giovane Élber engagieren. Die Brasilianer gewannen mit 6:4, Kadyrow schoss dabei zwei Tore. Während des Spiels feuerte dieser die rund 10.000 Zuschauer mit „Allah ist groß“-Rufen an. Die Veranstaltung wurde ins Leben gerufen, um für Kadyrows Wunsch zu werben, ein Spiel der Fußball-Weltmeisterschaft 2018 in Grosny auszutragen.
Im Februar 2013 ernannte Kadyrow den französischen Schauspieler Gérard Depardieu zum Ehrenbürger von Grosny und schenkte ihm eine 5-Zimmer-Wohnung in der Stadt.